# Tony Schwartz
Tony Schwartz (2 mei 1952) is een Amerikaans journalist, auteur van managementboeken en professionele spreker. 
Hij is de ghostwriter en geaccrediteerde coauteur van The Art of the Deal door Donald Trump.

## Afkomst en opleiding
Schwartz' moeder Felice Schwartz was de oprichter van de non-profitorganisatie Catalyst, Inc., die beschutte werkplaatsen bouwt en kansen vergroot voor zakenvrouwen en bedrijven. 
In 1974 behaalde Schwartz een Phi Beta Kappa-graad aan de Universiteit van Michigan, waar hij afstudeerde in Amerikaanse Studies.
Hij begon zijn loopbaan als schrijver in 1975 en was 25 jaar werkzaam als journalist. Hij was columnist voor de New York Post, mederedacteur bij Newsweek, verslaggever voor The New York Times, en stafredacteur bij New York magazine en Esquire.

## The Art of the Deal
In 1985 begon hij de vastgoedondernemer Donald Trump te interviewen en schreef hij het boek The Art of the Deal (1987), waarvoor Trump en Schwartz als auteurs werden genoemd. Volgens Schwartz schreef Trump geen letter mee aan het boek. Hij zou slechts aan het eind van het proces hebben volstaan met het verwijderen van enkele kritische kanttekeningen van collega-zakenlieden. Voor de research ten behoeve van het boek hield Schwarz zich anderhalf jaar op in de onmiddellijke nabijheid van Trump. 
Het boek stond dertien weken lang op de eerste plaats van de bestsellerlijst van The New York Times en bleef daar 48 weken op staan. De uitgeverij Random House betaalde $ 500.000 voor het manuscript, een bedrag dat door de genoemde auteurs werd gedeeld. Trump en Schwartz deelden ook de tantièmes. Volgens Politifact werden er tot 2015 ongeveer 1 miljoen exemplaren van het boek verkocht. Dat was nog voordat Trump bekendmaakte zich kandidaat te stellen voor de presidentsverkiezing van 2016.

## Kritiek op Donald Trump
Later distantieerde Schwartz zich van Trump en diens politieke en maatschappelijke opvattingen. Uit zijn tijdens de ghostwriting opgedane kennis en ervaring schat hij de persoon van Donald Trump als problematisch in en niet geschikt voor het ambt van president.
Op 31 oktober 2016, acht dagen voor de presidentsverkiezing gaf Schwartz de BBC een interview, waarin hij beweerde dat hij in zekere zin een versie van Donald Trump had geschetst die een beeld oplevert dat veel te positief is:
"I created a version of Donald Trump that is far more appealing than he actually is".
Trump zou een sociopaat zijn, die het niets kan schelen of de uitspraken, die hij over zichzelf doet, waar of vals zijn. Overige kenmerken van sociopathie zijn o.a. impulsiviteit, korte aandachtsspanne, leugenachtigheid, roekeloze omgang met veiligheid van zichzelf en anderen en afwezigheid van spijt en/of berouw.
Schwartz toont zich in het bijzonder geïrriteerd dat Trump zijn kandidatuur als president in juli 2015 aankondigde met de woorden: "We hebben een leider nodig die The Art of the Deal schreef", ondanks dat alleen hij, Schwartz, elk woord van dit boek heeft geschreven. Als Trump tot president gekozen zou worden, wat hij zich niet kon voorstellen, zou hij met zijn gezin de Verenigde Staten verlaten. Dit heeft hij uiteindelijk niet gedaan, hij woont anno 2023 in Riverdale,  New York.
In juli 2016 was Schwartz het onderwerp van een artikel in The New Yorker, waarin hij de presidentskandidaat Donald Trump heel ongunstig beschrijft, alsmede hoe hij ertoe kwam het schrijven van The Art of the Deal te betreuren. In Good Morning America en op Real Time met Bill Maher herhaalde hij zijn kritiek met de opmerking "dat hij lippenstift op een varken had gesmeerd".

## Publicaties
- Trump: The Art of the Deal, met Donald Trump, Random House, 1987
- What Really Matters: Searching foor Wisdom in America, Bantam, 1995
- Work in Progress: Risking Failure, Surviving Success, met Michael Eisner, Random House, 1998
- The Power of Full Engagement, met Jim Loehr, Free Press, 2003
- The Way We're Working Isn't Working: The Four Forgotten Needs That Energize Great Performance, Free Press, 2010
- Be Excellent at Anything: The Four Keys to Transforming the Way We Work and Live, met Jean Gomes en Catherine McCarthy, Free Press, 2010